# Puebla-Tornesa

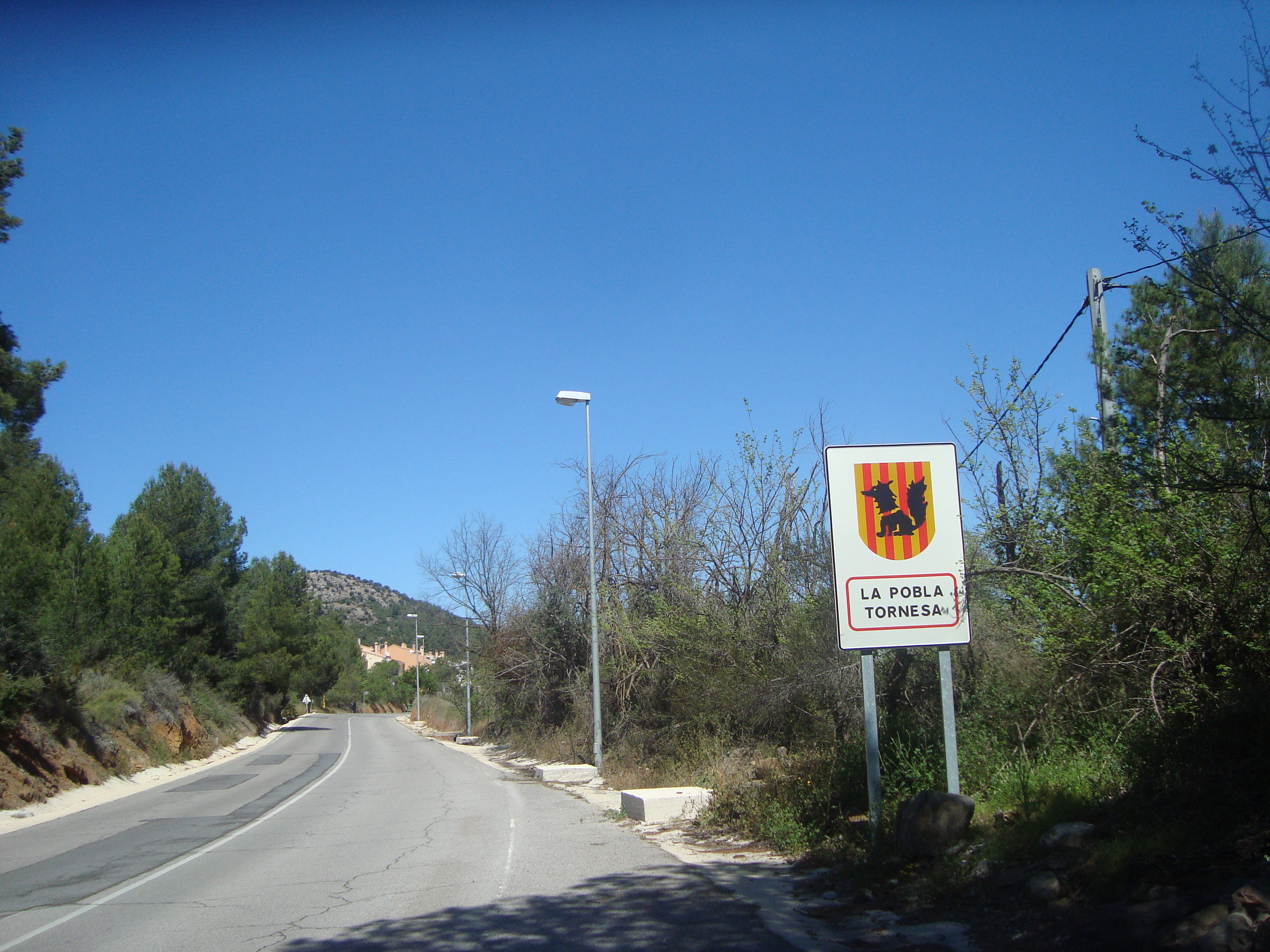
Puebla-Tornesa

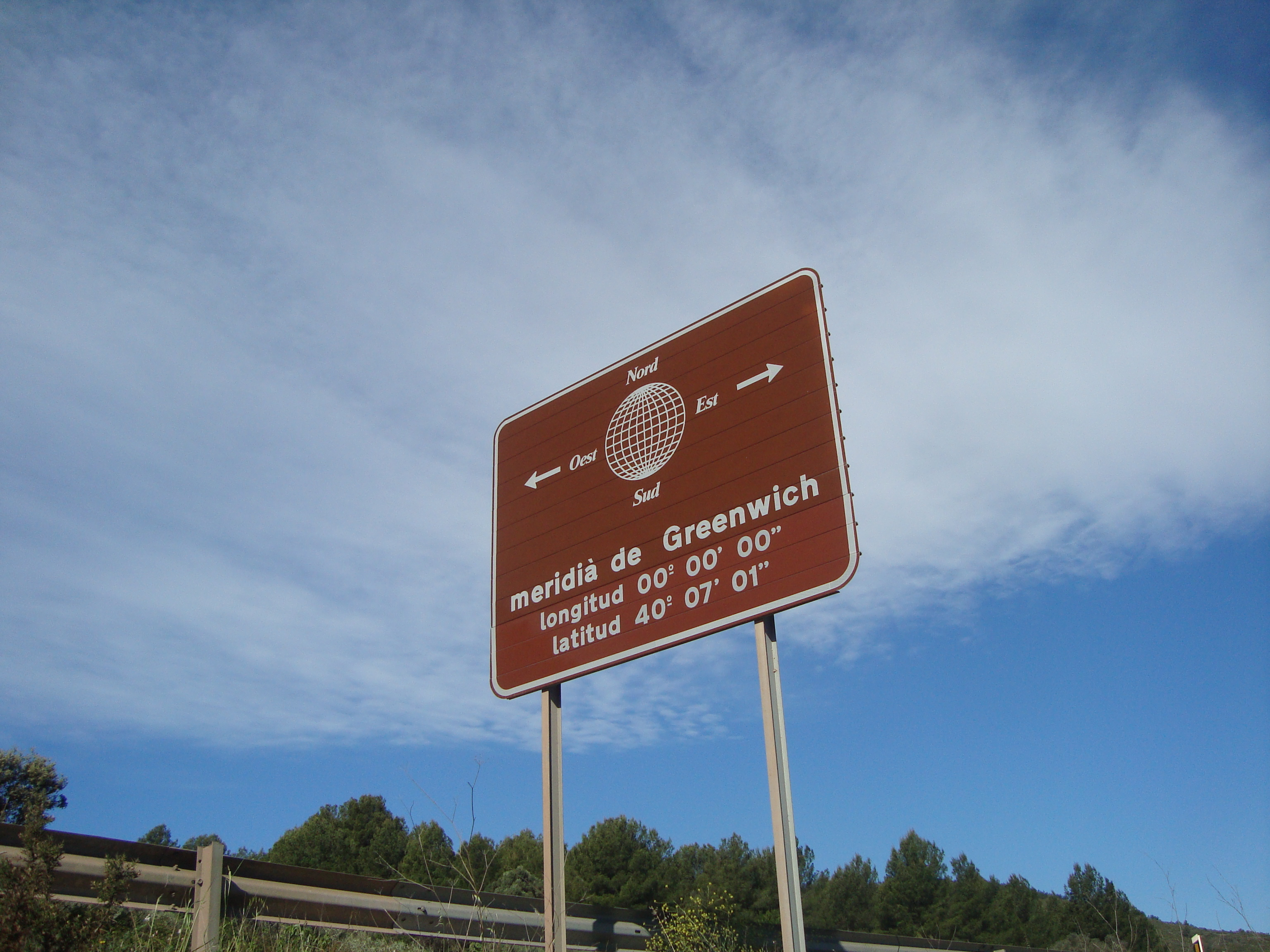
Meridiano de Greenwich, Puebla Tornesa (Castellón).

Puebla-Tornesa (en valenciano y oficialmente Pobla Tornesa)  es un municipio de la Comunidad Valenciana, España. Situado en la provincia de Castellón, en la comarca de la Plana Alta. Cuenta con 1211 habitantes (INE 2019).

## Geografía
Enclavada en un pequeño valle rodeado por las sierras del Desierto de las Palmas y por Borriol, portal de la llanura del Llano del Arco.
El meridiano de Greenwich cruza su término municipal, existe un monolito que refleja este hecho.
Se accede a esta localidad desde Castellón de la Plana, tomando la CV-10.

### Localidades limítrofes
El término municipal de Puebla-Tornesa limita con las localidades de Villafamés, Cabanes, Benicasim y Borriol, todas ellas de la provincia de Castellón.

## Historia
En su término municipal, concretamente en la Cueva Negra, se han encontrado importantes restos arqueológicos del Paleolítico, así como de épocas posteriores. Aun cuando no se ha podido confirmar, se cree que su origen arranca de una venta o posada de la calzada romana que la cruzaba.
Así, por una de sus calles más importantes, discurre la vía romana, posiblemente la Vía Augusta, de la que se conservan aún varios miliarios. Además, sus edificios civiles más significativos eran en otros tiempos fondas y hostales para hospedaje de viajeros.
Ya en la Edad Media, Puebla-Tornesa pertenecía al castillo de Montornés. Cuando fue conquistado por Jaime I de Aragón, lo cedió a un tal Pere Sanz, formando parte de las propiedades de Ximén Pérez de Arenoso pasando luego por las manos de varios señores de la época; hasta que a principios del siglo XVI, 1515, fue adquirido por Nicolás Casalduch, conocido como el Barón de la Puebla, título que ostentarán sus descendientes hasta nuestro tiempo. Los barones han sido pues, los responsables de todo lo que es esta localidad, y todavía gran parte del término pertenece a esta familia. En 1701 pertenecía a Miguela Muñoz, a quien sucedió su hija Isabel, que casó con Manuel Valles y Pallarés, cuyos descendientes conservaron la baronía.

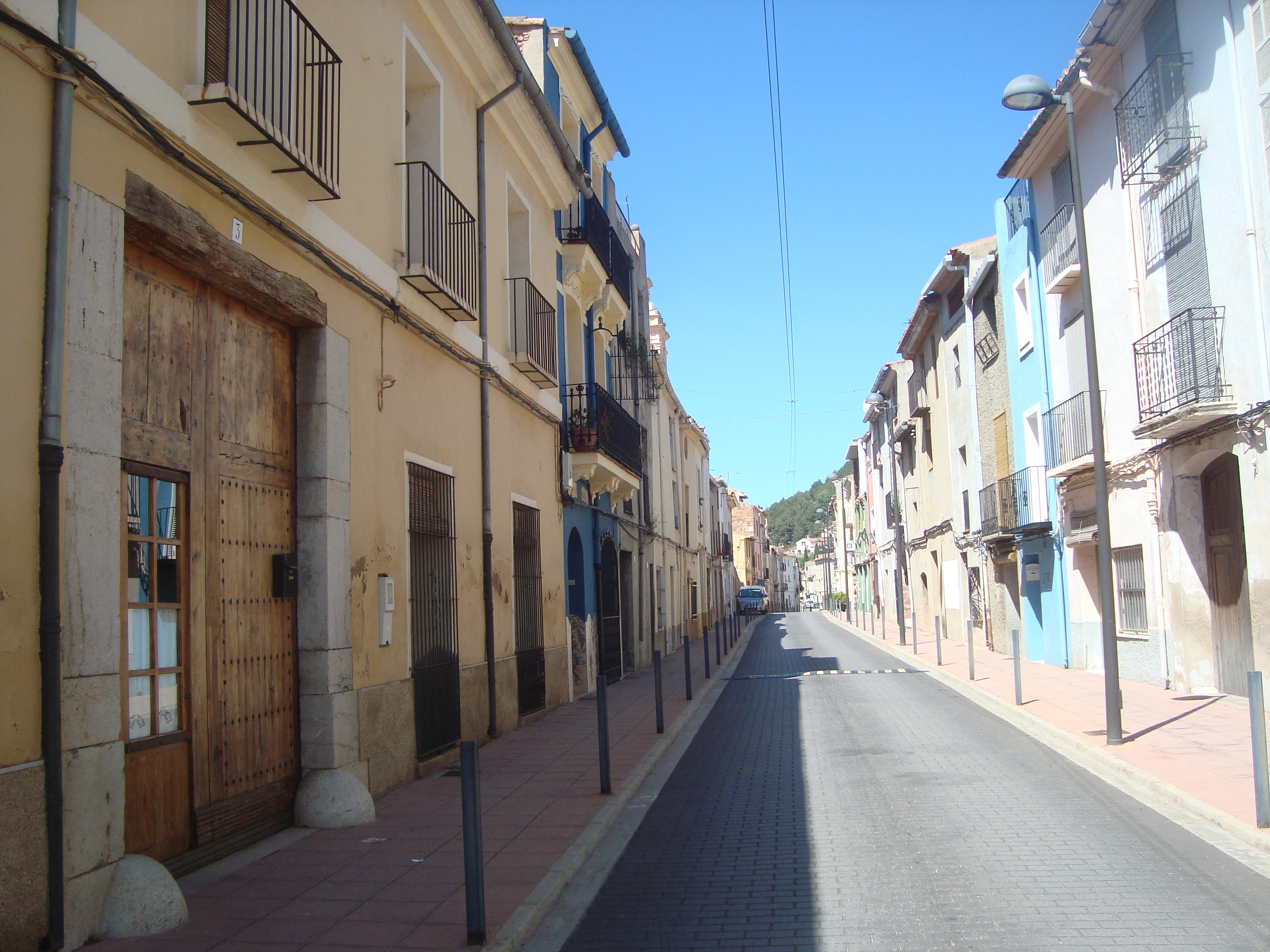
Calle de Enmedio-Carrer d'Enmig (La Pobla Tornesa)

Pero el hecho de estar situada en un cruce de caminos no siempre ha sido positivo para la Pobla. A principios del siglo XVIII, como consecuencia de la Guerra de Sucesión que enfrentó a los austrias con los borbones, la población sufrió varios saqueos por parte de las tropas de estos últimos, tal y como se narra en el archivo que los barones de Puebla poseen en Castellón. El suceso más grave aconteció el 25 de mayo de 1708, día en que una tropa de más de 5.000 soldados a cuyo frente estaba el general de Felipe V, Dasfelt, acampó en la zona y saqueó toda la cosecha, lo que provocó el abandono de sus vecinos. El éxodo a Villafamés duró dos días.
Los 901 habitantes que llegó a tener en 1900 se habían convertido en 526 en el año 1994.

## Demografía
Puebla-Tornesa cuenta con una población de 1325 habitantes (INE 2024).

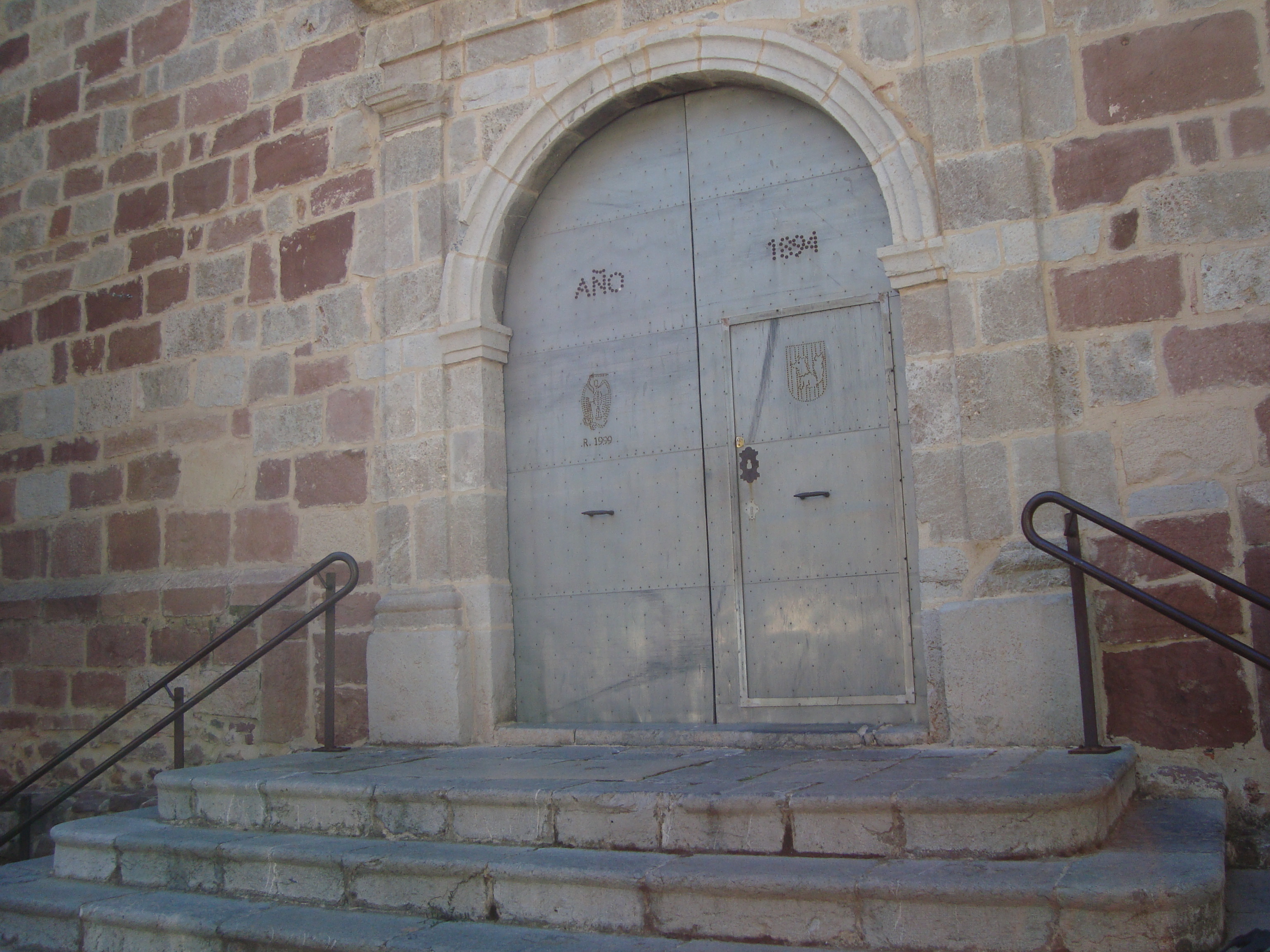
Iglesia parroquial de San Miguel Arcàngel (La Pobla Tornesa)

| Gráfica de evolución demográfica de Puebla-Tornesa entre 1842 y 2021 |
| |
| Población de derecho según los censos de población del INE Población de hecho según los censos de población del INEEn estos censos se denominaba Puebla Tornesa: 1842 y 1860. En estos censos se denominaba Puebla-Tornesa: 1857, 1877, 1887, 1897, 1900, 1910, 1920, 1930, 1940, 1950, 1960, 1970, 1981 y 1991. |

| 1990 | 1992 | 1994 | 1996 | 1998 | 2000 | 2002 | 2004 | 2006 | 2019 |
| ---- | ---- | ---- | ---- | ---- | ---- | ---- | ---- | ---- | ---- |
| 503  | 512  | 526  | 529  | 532  | 558  | 614  | 670  | 845  | 1211 |

## Economía
La mitad de sus tierras son de labor, predominando los cultivos de almendros, olivos y algarrobos, con pequeñas huertas junto al río, que lleva el mismo nombre que la población y desemboca en la Rambla de la Viuda. El resto del término, está ocupado por pinos y escasas carrascas.
En estos últimos tiempos, el pueblo ha visto como el importante sector agrícola y ganadero ha pasado a un tercer plano. La industria cerámica, con varias fábricas en su término y el sector servicios, son las principales actividades económicas.

## Monumentos

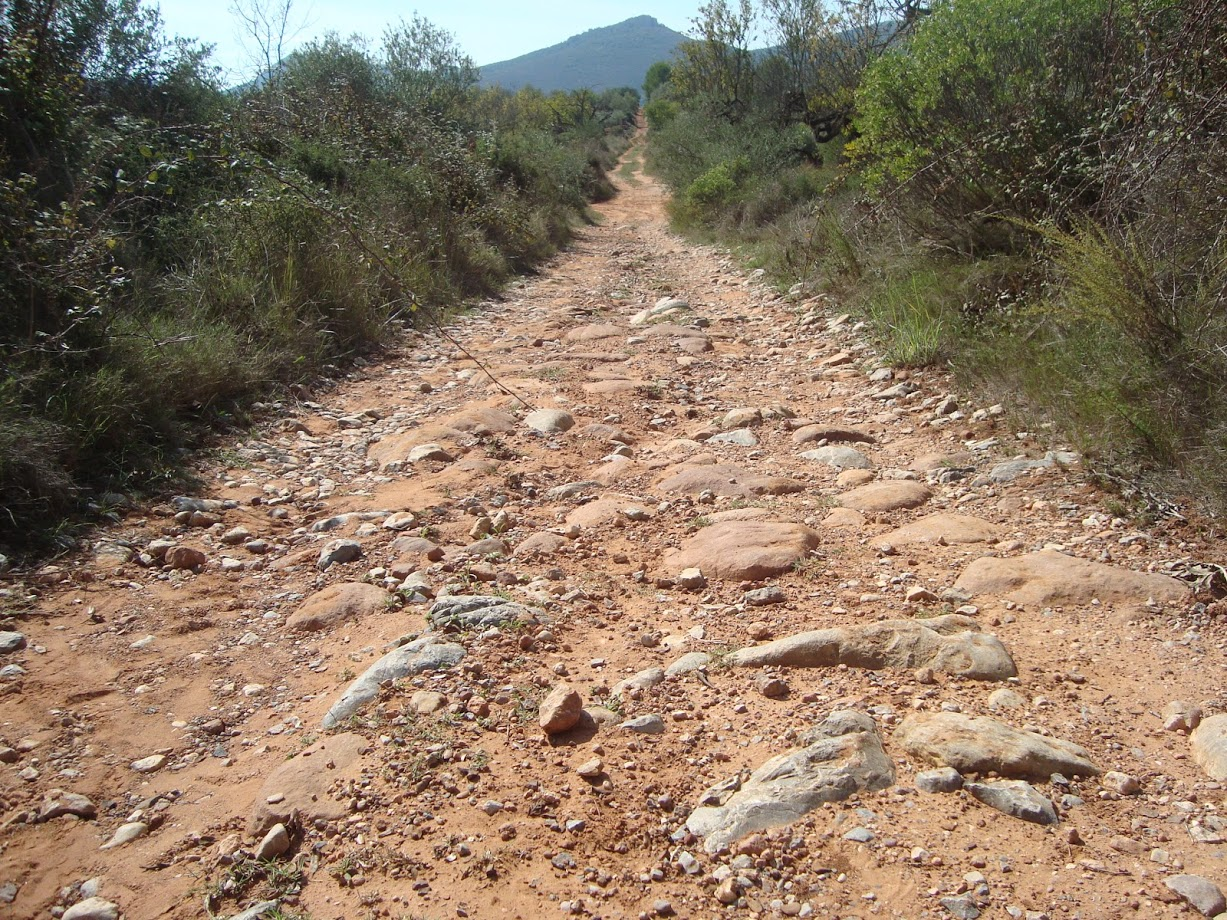
Antiguo camino romano de la vía Augusta (La Puebla Tornesa).

- Antiguo camino romano de la vía Augusta (La Puebla Tornesa).Iglesia parroquial. Es el monumento más interesante del municipio. Comenzó a construirse en el año 1734. En el interior del templo se encuentra un espectacular cuadro de Amat Bellés.
- Miliarios. Tres miliarios, a lo largo de la "senda de los Romanos" (Vía Augusta).

## Lugares de interés
- Monte Bartolo. Desde esta altura, un eminente científico galo trazó, a principios del siglo XIX, el paso del meridiano de Greenwich. Esta línea divisoria del globo terráqueo cruza todo el término de Puebla, tal y como señalan los paneles instalados en el desvío de la carretera.
- Pinar de la Planeta. Es uno de los parajes de más belleza en la Puebla Tornesa. Además este precioso bosque esconde una grata sorpresa a sus visitantes, pues a finales de octubre son abundantes las setas que crecen en él. El ecosistema se encuentra relativamente bien conservado ya que se ha escapado de todos los incendios forestales que ha sufrido la zona.

Destacan por su interés ecológico otros rincones del término como la "Cueva de los Malandrines", con estalagmitas, aunque muy deterioradas; el "Pozo de la Higuera", el "Alto de la Muela", con la fuente de la Rabosseta muy cerca, la Pedrera, donde antiguamente había una mina de plata, el monte de la Cova, el Cingle (poleo y té), la emblemática Balaguera y el Bassot.

## Fiestas
- San Antonio. Puede considerarse una de las fiestas más populares. Para llevarla a cabo, el pueblo se divide desde tiempos remotos en cuatro sectores, las calles: plaza Portal, plaza del Raval, Alto de la Villa y Bajo de la Villa. Entre ellos se crea una sana competencia que redunda en el bien de la fiesta. Las mujeres elaboran los deliciosos rollos de "llavoretes" que se entregan a los participantes en la "machada" o procesión de las caballerías.
- Fiestas Patronales. La segunda semana de agosto y a finales de septiembre (Fiesas en honor a san Miguel) se celebran las principales fiestas de la localidad. Las actividades que se organizan están en consonancia con las del resto de los pueblos del entorno, es decir, toros, bailes y espectáculos culturales.

## Televisión
Esta localidad fue elegida por el actor, director y guionista Kilian Delgado para ser el escenario de la serie de televisión El Diario de Jason, en la que aparece bajo el nombre de Pobla Tornesa y que se emitió entre el 2015 y 2017. El rodaje duró un total de 15 días y fueron sus calles, tiendas, monumentos y viviendas los que sirvieron para dar vida a los 7 capítulos de la serie. También se rodó en viviendas y exteriores de la urbanización La Marmudella.

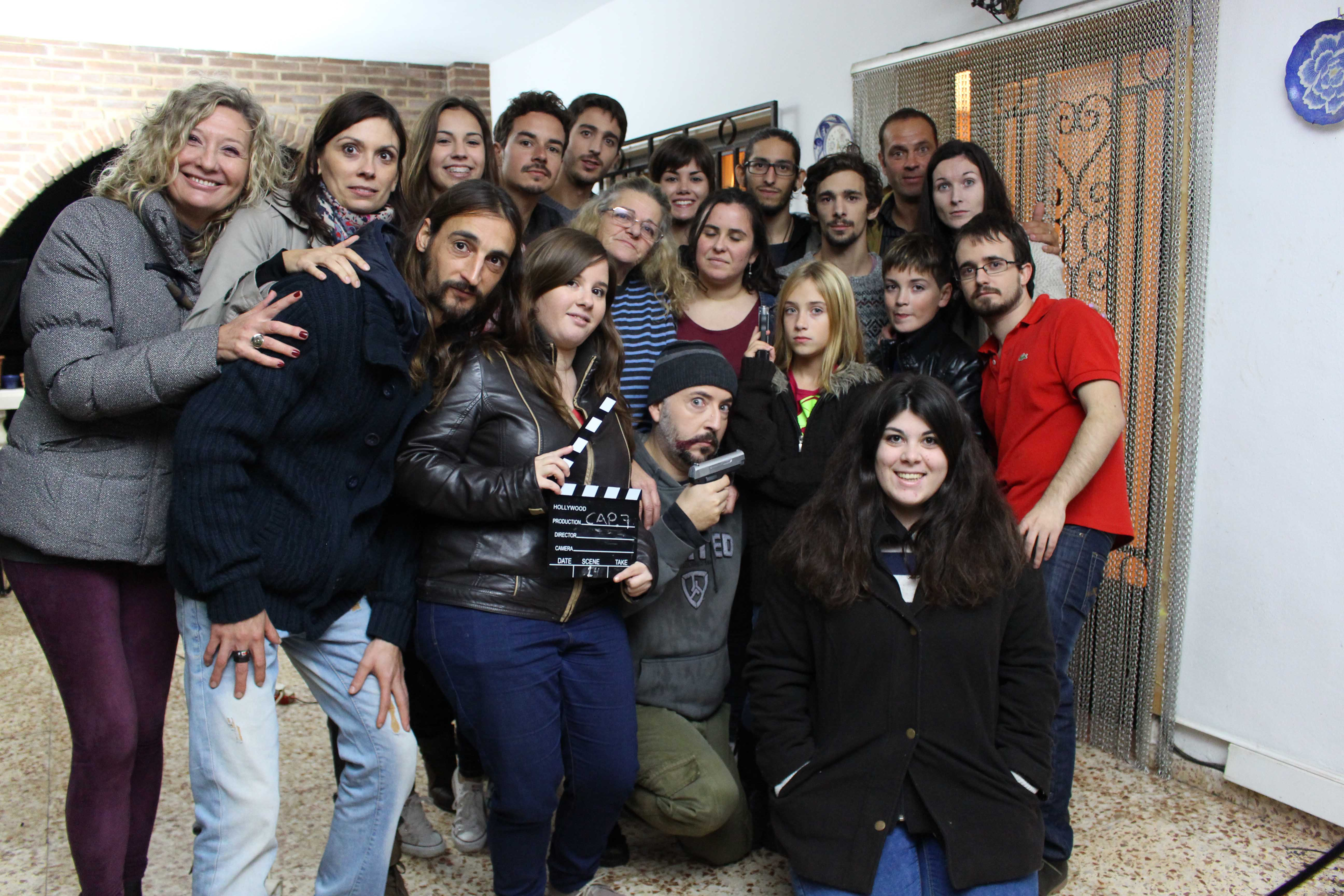
Foto fin del rodaje.

## Gastronomía

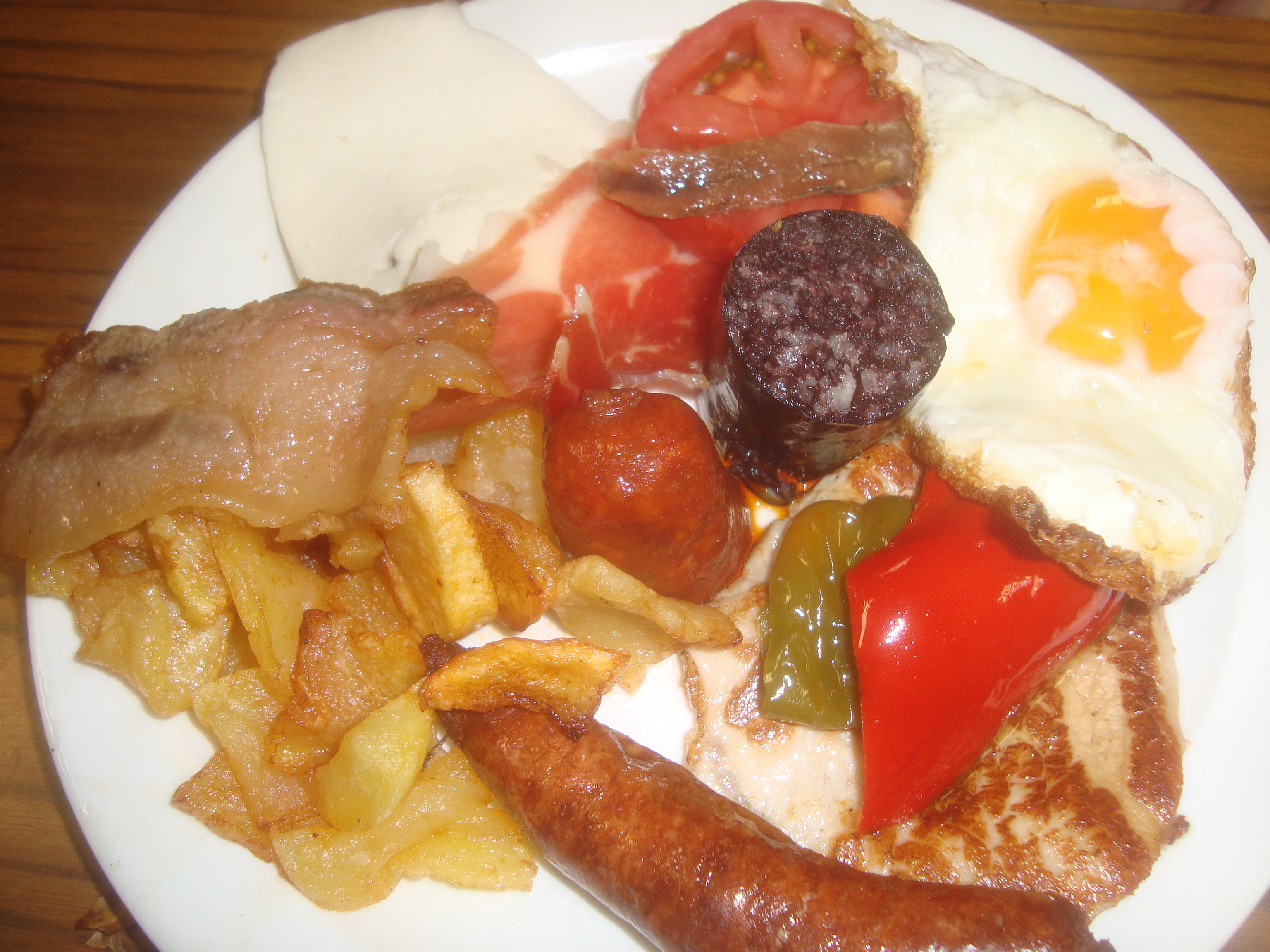
Plato combinado, "esmorzaret", costumbres populares, gastronomía de La Pobla Tornesa.

La gastronomía local está muy ligada a las fiestas, con repostería tradicional de "pasteles de ángel", "almendrados", las "tartas con almendra y nueces" (descàrregues), "rosegones",... y la popular olla con verduras, la paella y las legumbres del tiempo. Destaca la carne a la brasa.

## Política
| Periodo   | Nombre                   | Partido   |
| --------- | ------------------------ | --------- |
| 1999-2003 | José Carlos Selma Miquel | PSPV-PSOE |
| 2003-2007 | José Carlos Selma Miquel | PSPV-PSOE |
| 2007-2011 | José Carlos Selma Miquel | PSPV-PSOE |
| 2011-2015 | José Carlos Selma Miquel | PSPV-PSOE |
| 2015-2019 | José Carlos Selma Miquel | PSPV-PSOE |
| 2019-2023 | José Carlos Selma Miquel | PSPV-PSOE |